# Поштова індексація Азербайджану

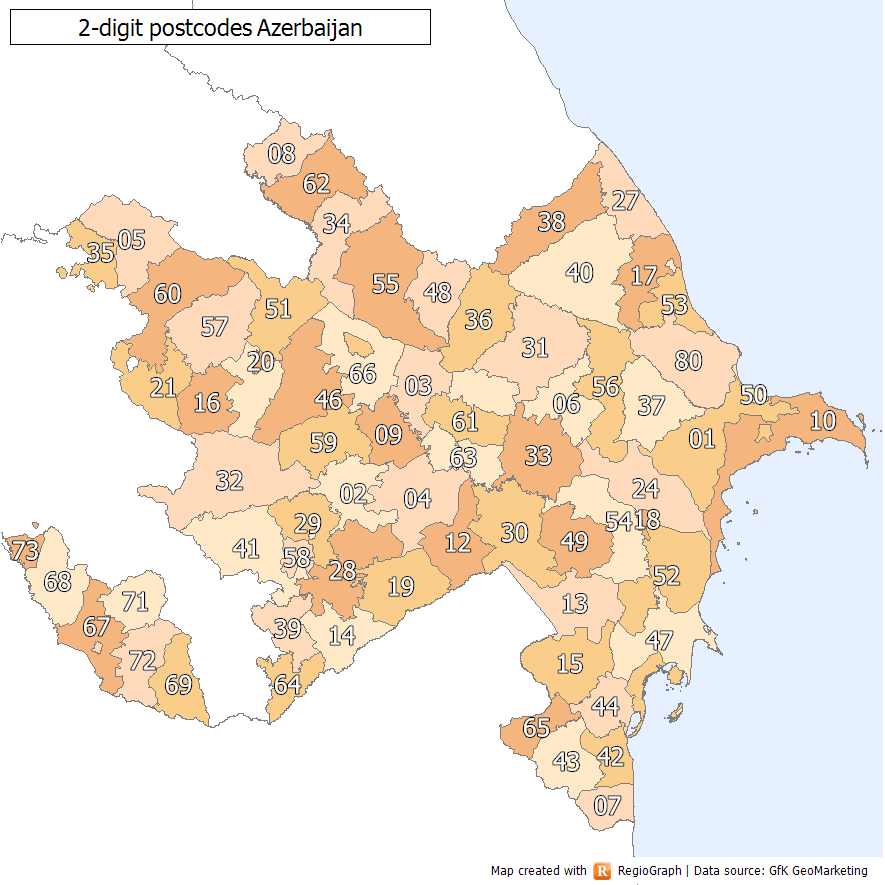
Двозначні поштові зони Азербайджану (визначаються за першими двома цифрами поштового індексу)

Поштові індекси Азербайджану є чотиризначний цифровий код з префіксом AZ. 

## Історія
У 1970 році на всій території СРСР, включаючи Азербайджанську РСР, були введені шестизначні поштові індекси (37NNNN). У незалежному Азербайджані стали застосовувати чотиризначний цифровий поштовий індекс з префіксом держави формату AZ NNNN. Перші дві цифри позначають район Азербайджану відповідно до сучасного адміністративного поділу, включаючи Нахічеванську Автономну Республіку і невизнану Нагірно-Карабахської.